# Ursula Mattheuer-Neustädt
Ursula Mattheuer-Neustädt, geb. Neustädt, (* 10. Juli 1926 in Plauen; † 13. März 2021 in Leipzig) war eine deutsche Grafikerin, Zeichnerin und Illustratorin.

## Leben und Werk
Ursula Neustädt besuchte in Plauen die Städtische Oberschule für Mädchen, musste aber vor dem Abitur abbrechen, weil sie 1944 zur Arbeit in der Kriegsrüstung gezwungen wurde. Sie erlebte die Luftangriffe auf Plauen. Nach dem Ende des NS-Staats half sie aktiv bei der Beseitigung der Trümmerschäden und war dann Apothekenhelferin. Sie holte das Abitur nach und fing 1946 ein Architekturstudium an der Bauhochschule Weimar an, das mit einem Praktikum als Bautischler und Zimmermann begann. Noch im selben Jahr wechselte sie zu Karl Miersch und Curt Querner an die Kunstgewerbeschule der Stadt Leipzig, wo sie ihrem späteren Ehemann Wolfgang Mattheuer begegnete. Beide studierten ab 1948 an der späteren Hochschule für Grafik und Buchkunst (HGBK) in Leipzig bei Egon Pruggmayer, Elisabeth Voigt, Max Schwimmer und Walter Arnold. Von 1950 bis 1952 war sie zudem Gasthörerin an der Universität Leipzig bei Ernst Bloch, Hans Mayer und Johannes Jahn.

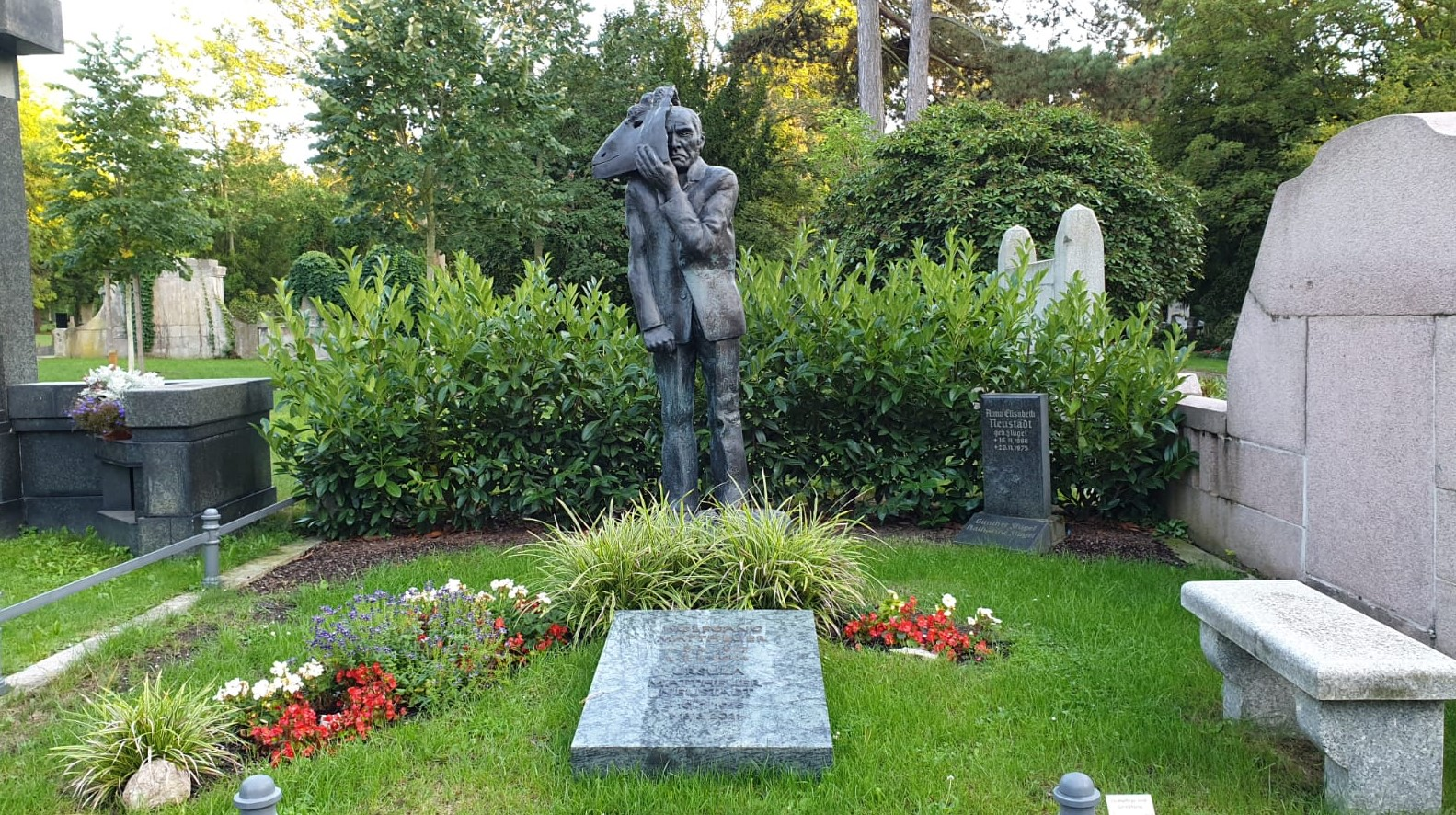
Grabstätte Wolfgang Mattheuer und Ursula Mattheuer-Neustädt

Nach dem Abschluss ihres Studiums 1952 war sie in Leipzig als Zeichnerin und Grafikerin tätig, illustrierte und gestaltete zahlreiche Bücher. Von 1961 bis 1964 war sie außerdem Lehrerin an der Abendakademie der HGBK. 1965 beteiligte sie sich in Leipzig am Wettbewerb für Buchgestalter zu Werken von William Shakespeare. 1969 gestaltete sie am Deutschen Theater die Kostüme für Friedo Solters Inszenierung von Günther Rückers Nachbar des Herrn Pausa.
Ursula Mattheuer-Neustädt war bis 1990 Mitglied des Verbands Bildender Künstler der DDR. Sie hatte in der Zeit der DDR im In- und Ausland eine außerordentlich große Zahl von Einzelausstellungen und Ausstellungsbeteiligungen, u. a. von der Vierten Deutschen Kunstausstellung 1958 bis zur X. Kunstausstellung der DDR 1987/1988 in Dresden.
Sie unternahm seit 1947 mehrfach Studienreisen in die Bundesrepublik, u. a. 1966 zur Brecht-Ehrung in Augsburg, seit 1961 mehrmals in die UdSSR, 1976 mit ihrem Mann zu einer gemeinsamen Ausstellung nach Mexiko-Stadt und mehrmals nach Ungarn und in die CSSR.
1989 beteiligte sie sich zusammen mit ihrem Ehemann an den Montagsdemonstrationen in Leipzig.
Nach dem Tod ihres Mannes gründete sie 2006 die „Ursula Mattheuer-Neustädt und Wolfgang Mattheuer Stiftung“ mit Sitz in Leipzig. Anliegen und Zweck der Stiftung ist es, das künstlerische Werk beider Künstler zu bewahren und der Öffentlichkeit zugänglich zu machen sowie das Wirken von Wolfgang Mattheuer als akademischer Lehrer und seine Ausstrahlung auf Schüler und künstlerische Nachfahren hervorzuheben.
Ursula Mattheuer-Neustädt wurde auf dem Leipziger Südfriedhof im Grab ihres Mannes beerdigt.

## Ehrungen
- 1958: Preis des Ministeriums für Kultur für Jugendbuchillustrationen
- 1958, 1961, 1965 und 1973: Auszeichnung im Wettbewerb Schönste Bücher der DDR
- 1961, 1965 und 1973: Silbermedaille der Internationalen Buchkunst-Ausstellung Leipzig

- 1972: Kunstpreis der Stadt Leipzig

## Museen und öffentliche Sammlungen mit Werken Ursula Mattheuer-Neustädts (unvollständig)
- Altenburg/Thür.: Lindenau-Museum
- Dresden: Kupferstichkabinett
- Gera: Otto-Dix-Haus
- Leipzig: Museum der bildenden Künste
- Stendal: Winckelmann-Museum[3]

## Werke (Auswahl)

### Buchillustrationen
- Anneliese Probst: Sagen und Märchen aus dem Harz. Altberliner Verlag Lucie Groszer, 1954
- Otto Schöndube: Marokkanisches Abenteuer. Jugendbuchverlag Ernst Wunderlich, Leipzig, 1957
- Otto Schöndube: Schiffsjunge Helga. Jugendbuchverlag Ernst Wunderlich, Leipzig, 1958
- Irma Harder: Ein unbeschriebenes Blatt . Verlag Neues Leben, Berlin, 1958
- Epigramme. Verlag Müller & Kiepenheuer, Hanau, 1960
- Rudi Czerwenka: Geheimnisvoller Strom. Prisma-Verlag Leipzig, 1962
- Jonas Lie: Der Lotse und seine Frau. Verlag Neues Leben, Berlin, 1963
- Hans-Christian Lothe: Sichel des Zorns. Prisma-Verlag Leipzig, 1971
- Eberhard Panitz: Die sieben Affären der Dona Juanita. Mitteldeutscher Verlag, Halle, 1972
- Axel Schulze: Zu ebenere Erde. Gedichte. Mitteldeutscher Verlag, Halle, 1973
- Alexander Puschkin: Gabrieliade. Aufbau Verlag Berlin und Weimar, 1974
- Elisabeth Hartenstein: Der rote Hengst. Prisma-Verlag Leipzig, 1974
- Georg Maurer: Unterm Maulbeerbaum. Ausgewählte Gedichte (Reproduktionen der 15 Lithographien umfassenden Blattfolge "Dialoge"), Verlag Philipp Reclam jun. Leipzig, 1977
- Rudyard Kipling: Rikki-Tikki-Tavi. Erzählungen aus dem Tschungelbuch. Verlag Philipp Reclam jun. Leipzig, 1982

### Veröffentlichungen
- Bilder als Botschaft – Die Botschaft der Bilder. Am Beispiel Wolfgang Mattheuer. Verlag Faber & Faber, Leipzig, 1997
- Wolfgang Mattheuer. Abend, Hügel, Wälder, Liebe. Der andere Mattheuer. Kerber Verlag, Bielefeld, 2007
- Mitherausgeberin von: Meine Sonnen heißen Trotzalledem! Erinnerungen an Wolfgang Mattheuer. Verlag Faber & Faber, Leipzig, 2007